# Xenu’s Link Sleuth
Xenu, или Xenu’s Link Sleuth,- это компьютерная программа, которая проверяет веб-сайты на наличие битых гиперссылок. Программа является проприетарным программным обеспечением и доступна на безвозмездной основе. Программа названа по имени Ксену, галактического правителя из Саентологического Писания.
Программа создает отчет, по данным которого можно сформировать ссылки для скачивания определенных файлов.

## Формат
Link Sleuth работает на Майкрософт Windows. Проверка ссылок проводится на ссылках, которые появляются в тегах <а> , а также в изображениях, рамках, плагинах, фонах, местных картах изображений, таблицах стилей, скриптах и Java апплетах. Программа проходит по ссылкам на другие страницы, и проверяет также и ссылки на этих страницах, благодаря чему можно проверить весь сайт на битые ссылки в одной сессии. Ксену отображает непрерывно обновляемый список URL-адресов, которые могут быть отсортированы по различным критериям. Программа использует «простой, без излишеств, интерфейс пользователя», , и это может помочь пользователям понять, как структурированы некоторые веб-сайты. В программе есть поддержка SSL веб-сайтов.